# Rui Ferreira (Pokerspieler)
Rui „RuiNF“ Neves Ferreira (* 3. Februar 1992 in Porto) ist ein professioneller portugiesischer Pokerspieler. Er ist einer der erfolgreichsten Onlinespieler und gewann 2022 das High Roller der European Poker Tour sowie ein Bracelet bei der World Series of Poker Online.

## Pokerkarriere
Ferreira spielt online unter den Nicknames RuiNF (PokerStars), CrushTheBeasT (Americas Cardroom), SirRuinf (PokerStars.FR), Plarize (partypoker), Pass123 (Winamax) und SirRuinf.pt (PokerStars.PT). Bei GGPoker und manchen Events auf partypoker nutzt er seinen echten Namen. Seine Online-Turniergewinne beliefen sich Ende Oktober 2021 auf knapp 16 Millionen US-Dollar, womit er zu den erfolgreichsten Onlineturnierspielern zählt. Davon erspielte sich der Portugiese das meiste Preisgeld auf der Plattform PokerStars, bei der er je fünf Titel bei der World Championship of Online Poker und der Spring Championship of Online Poker aufweisen kann.
Seine erste Geldplatzierung bei einem Live-Pokerturnier außerhalb Portugals erzielte Ferreira Mitte Dezember 2012 bei der European Poker Tour (EPT) in Prag. An gleicher Stelle belegte er Mitte Dezember 2014 einen zweiten Platz bei einem Side-Event der Variante No Limit Hold’em, der mit über 40.000 Euro dotiert war. Anfang Februar 2015 wurde der Portugiese beim High Roller der France Poker Series in Deauville ebenfalls Zweiter und erhielt knapp 100.000 Euro. Bei der EPT in Barcelona saß er Ende August 2018 am Finaltisch des Super High Roller und sicherte sich dort als Sechster rund 340.000 Euro. Auch ein Jahr später erreichte Ferreira bei diesem Event den Finaltisch und belegte den mit 235.000 Euro dotierten neunten Rang. Bei der aufgrund der COVID-19-Pandemie auf GGPoker erstmals ausgespielten World Series of Poker Online (WSOPO) erzielte er ab Juli 2020 insgesamt 16 Geldplatzierungen, u. a. im Main Event. Bei der WSOPO 2021 kam der Portugiese siebenmal in die Geldränge und sicherte sich sechsstellige Auszahlungen beim Super Million$ High Roller und der Super High Roller Championship. Ende August 2022 entschied er in Barcelona mit dem EPT High Roller sein erstes Live-Turnier für sich und erhielt aufgrund eines Deals mit Stefan Schillhabel und László Molnár sein bislang höchstes Preisgeld von knapp 770.000 Euro. Gut zwei Wochen später gewann Ferreira bei GGPoker die Pot-Limit Omaha Championship der WSOPO 2022 und wurde mit einem Bracelet sowie knapp 300.000 US-Dollar prämiert. Beim PokerStars Caribbean Adventure auf den Bahamas beendete er Ende Januar 2023 ein 25.000 US-Dollar teures Side-Event als Zweiter und erhielt aufgrund eines Deals mit Justin Bonomo und Isaac Haxton rund 665.000 US-Dollar.
Insgesamt hat sich Ferreira mit Poker bei Live-Turnieren knapp 3 Millionen US-Dollar erspielt.